# Anderson Luís Pinheiro
Anderson Luis Pinheiro, noto come Paquito (Curitiba, 13 dicembre 1981), è un ex calciatore brasiliano con cittadinanza italiana.